# Supercoppa lussemburghese 2024 (pallavolo maschile)
La Supercoppa lussemburghese 2024, 5ª edizione della Supercoppa nazionale maschile di pallavolo, si è svolta il 28 settembre 2024: al torneo hanno partecipato due squadre di club lussemburghesi e la vittoria finale è andata per la terza volta, la seconda consecutiva, allo Strassen.

## Regolamento
La formula ha previsto una gara unica.

## Squadre partecipanti
| Squadra    | Qualificazione                                                     |
| ---------- | ------------------------------------------------------------------ |
| Echternach | Finalista Coppa di Lussemburgo 2023-24                             |
| Strassen   | Vincitrice Coppa di Lussemburgo 2023-24/Division Nationale 2023-24 |

## Torneo
| 28 settembre 2024 Centre Sportif Niki Bettendorf, Bertrange Durata: 1h:44 - Spettatori: ? | Strassen | 3 - 0 | Echternach | 25-22, 25-18, 25-19 |